# Eumastacops unca
Eumastacops unca är en insektsart som beskrevs av Rehn, J.A.G. och J.W.H. Rehn 1942. Eumastacops unca ingår i släktet Eumastacops och familjen Eumastacidae. Inga underarter finns listade i Catalogue of Life.